# Apple T1
Apple T1 è un componente system-on-a-chip (SoC) ARMv7 derivato dal processore S2 già usato per l'Apple Watch e finalizzato alla gestione dedicata della sicurezza.
È stato introdotto nel 2016 nella quarta generazione del MacBook Pro per pilotare il  System Management Controller (SMC) e il sensore per il Touch ID del MacBook Pro "TouchBar".
Si tratta del primo processore della serie T di Apple Silicon, concepita per gestire la sicurezza del sistema.